# Stroiinți, Tîvriv
Stroiinți (în ucraineană Строїнці) este o comună în raionul Tîvriv, regiunea Vinnița, Ucraina, formată numai din satul de reședință.

## Demografie
Componența lingvistică a satului Stroiinți
     Ucraineană (97,36%)
     Rusă (2,39%)
     Alte limbi (0,06%)
Conform recensământului din 2001, majoritatea populației satului Stroiinți era vorbitoare de ucraineană (97,36%), existând în minoritate și vorbitori de rusă (2,39%).